# ويليام لامبرت (لاعب كريكت)
ويليام لامبرت (بالإنجليزية: William Lambert)‏ (1779 - 19 أبريل 1851) هو لاعب كريكت بريطاني (وحمل سابقاً جنسية المملكة المتحدة لبريطانيا العظمى وأيرلندا ومملكة بريطانيا العظمى).

## وصلات خارجية
- ويليام لامبرت على موقع إي آس بي آن كريك إنفو (الإنجليزية)